# Kevin Mosquera
Kevin Abdiel Mosquera Lim (Ciudad de Panamá, 7 de octubre de 1999) es un futbolista panameño que juega como portero en el Sporting SM de la Primera División de Panamá.

## Trayectoria

### Sporting SM
Se formó en las categorías inferiores del Sporting SM, el 9 de junio de 2018 fue anunciado como nuevo jugador del primer equipo. Su debut profesional en la Primera División de Panamá con el Sporting SM fue el 1 de septiembre de 2019 en el empate 0 a 0 contra el CD Árabe Unido en el Estadio Armando Dely Valdés en donde fue titular y jugó todo el partido. En el Torneo Apertura 2019 jugó 4 partidos llegando hasta los playoff, estuvo en la banca en el Torneo Apertura 2020, el Torneo Clausura 2020, el Torneo Apertura 2021.

### Atlético Chiriquí
El 9 de junio de 2021 fue anunciado como nuevo jugador del Atlético Chiriquí. No llegó a debutar con el club.

### Sporting SM
Regresó al Sporting SM donde alternó con el segundo equipo en Liga Prom. El Torneo Clausura 2021, fue subcampeón del Torneo Apertura 2022 en donde jugó 15 partidos, en la Liga Concacaf 2022 estuvo en la banca quedándose en los octavos de final, en el Torneo Clausura 2022 jugó 2 partidos llegando hasta semifinales, en el Torneo Apertura 2023 jugó 13 partidos llegando nuevamente hasta las semifinales.

### Herrera FC
El 4 de julio de 2023 fue anunciado como nuevo jugador del Herrera FC como cedido del Sporting SM. Debutó con el club el 27 de julio de 2023 en el empate 1 a 1 contra el CA Independiente en el Estadio Los Milagros en donde fue titular y jugó todo el partido. En el Torneo Clausura 2023 jugó 14 partidos llegando hasta los playoff.

### Sporting SM
El 18 de diciembre de 2023 fue anunciado su regreso al Sporting SM después de su cesión con el Herrera FC. Debutó tras su regresó el 27 de enero de 2024 en el empate 1 a 1 contra el CD Plaza Amador en el Estadio Los Andes en donde fue titular y jugó todo el partido.

## Selección nacional

### Categorías inferiores
Fue convocado por la selección sub-20 de Panamá para disputar la Copa Mundial de Fútbol Sub-20 de 2019 en donde estuvo en la banca.

### Selección absoluta
Hizo su debut con la selección absoluta  el 27 de agosto de 2023 en la victoria 2 a 1 contra Bolivia el partido se jugó en el Estadio Félix Capriles en Bolivia en donde fue titular y jugó todo el partido. En la Liga de Naciones de la Concacaf 2023-24 estuvo en la banca.
| Copa                     | Categoría | Sede     | Resultado        | Partidos |
| ------------------------ | --------- | -------- | ---------------- | -------- |
| Copa Mundial Sub-20 2019 | Sub-20    | Polonia  | Octavos de final | 0        |
| Liga de Naciones 2023-24 | Mayor     | Concacaf | Cuarto lugar     | 0        |

## Clubes
| Club              | País   | Año       |
| ----------------- | ------ | --------- |
| Sporting SM       | Panamá | 2018-2021 |
| Atlético Chiriquí | Panamá | 2021      |
| Sporting SM       | Panamá | 2021-2023 |
| Herrera FC        | Panamá | 2023      |
| Sporting SM       | Panamá | 2023-act. |